# (140) Жива
(140) Жива (лат. Siwa) — крупный астероид главного пояса, который относится к довольно редкому спектральному классу P. Открыт 13 октября 1874 года австрийским астрономом Иоганном Пализой в обсерватории Пула и назван в честь Живы, славянской богини жизни и плодородия. Полученные кривые блеска этого астероида позволяют говорить о сферической форме данного тела.

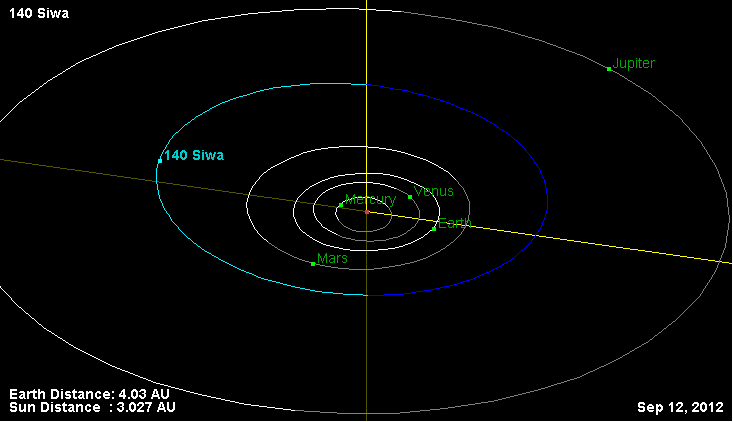
Орбита астероида Жива и его положение в Солнечной системе